# Sân bay Aboisso
Sân bay Aboisso (IATA: ABO, ICAO: DIAO) là một sân bay ở Aboisso, Bờ Biển Ngà.